# Gruppe Wohnhäuser Neue Reihe 39 bis 54
Die Gruppe Mehrfamilienhäuser Neue Reihe 39 bis 54 südlich des Seedeiches in der niedersächsischen Kreisstadt Cuxhaven im Landkreis Cuxhaven stammt vom Ende des 19. und Anfang des 20. Jahrhunderts.
Aktuell (2024) wird sie durch Wohnungen genutzt.
Die Gebäude stehen unter Denkmalschutz (siehe auch Liste der Baudenkmale in Cuxhaven).

## Geschichte und Beschreibung

### Straße
Die Straße Neue Reihe verläuft parallel zur Straße Am Seedeich von der östlichen Deichstraße / Am Alten Hafen und Zollkaje bis zur westlichen Kasernenstraße. Anfänglich wurde die Straße Die neue Straße und auch Nee Reeg genannt und ab 1830 dann Neue Reihe. Beim Alten Hafen entstand nach 1790 eine kurze Häuserzeile. Die Bewohner waren fast alle in Seefahrtsberufen tätig. Mit Zunahme der Hafenwirtschaft siedelten sich hier im 19. Jahrhundert weitere Bewohner an. Lotsen bevorzugten das östliche Gebiet (Lotsenviertel) in unmittelbarer Nähe des Hafens; gemäß einer Vorschrift durften sie nicht in Ritzebüttel wohnten. 1896 wurde die Straße gepflastert. Unter dem südlichen Bürgersteig verläuft die hier verrohrte Döser Wettern.

### Gebäudegruppe
Eine Gruppe von vierzehn unterschiedlichen ein- bis viergeschossigen unterkellerten Wohnbauten in Backstein, verputzt und mit seitlichen Eingängen entstand 1897 (Nr. 52 bis 54), von 1898 bis 1902 und 1908 (Nr. 39) an der Südseite der Neuen Reihe mit den Nummern 39 bis 54.
Die Gruppe besteht aus
- den westlichen drei- und viergeschossigen traufständigen Gebäuden mit Seitenrisaliten:
  - Mehrfamilienhaus Neue Reihe 39,
  - Mehrfamilienhaus Neue Reihe 40,
  - Mehrfamilienhaus Neue Reihe 41 und 42,
  - Mehrfamilienhaus Neue Reihe 43 und 44,
- den östlichen zumeist zweigeschossigen und zumeist verputzten Gebäuden:
  - Nr. 47: traufständig mit Mansarddach und Dachhaus sowie westlicher Durchfahrt,
  - Nr. 48: giebelständig mit Satteldach,
  - Nr. 49: traufständig mit Mansarddach und Dachhaus,
  - Nr. 50: traufständig, teils verklinkert mit Mansarddach und Dachhaus,
  - Nr. 51: giebelständig mit Satteldach und östlichem Anbau mit Schleppdach,
  - Nr. 52: giebelständig eingeschossig mit vorstehendem Satteldach und Freigespärre,
  - Nr. 53: giebelständig mit Satteldach und östlichem Anbau,
  - Nr. 54: giebelständig mit vorstehendem Satteldach und Freigespärre.

Das Landesdenkmalamt befand u. a.: „… Einheitlich ist die Gestaltung als verputzte Massivbauten mit barockisierendem Putzdekor, manchmal sind Teile der Straßenfassaden auch backsteinsichtig gestaltet. …“